# Bravo Hills
Bravo Hills är en kulle i Antarktis. Den ligger i Västantarktis. Nya Zeeland gör anspråk på området. Toppen på Bravo Hills är 750 meter över havet, eller 324 meter över den omgivande terrängen. Bredden vid basen är 6,3 km.
Terrängen runt Bravo Hills är kuperad åt sydost, men åt nordväst är den platt. Trakten är obefolkad. Det finns inga samhällen i närheten. 